# Ньюфілдс (переписна місцевість, Нью-Гемпшир)
Ньюфілдс (англ. Newfields) — переписна місцевість (CDP) в США, в окрузі Рокінґгем штату Нью-Гемпшир. Населення — 378 осіб (2020).

## Географія
Ньюфілдс розташований за координатами 43°2′8″ пн. ш. 70°56′21″ зх. д. / 43.03556° пн. ш. 70.93917° зх. д. (43.035477, -70.939042).  За даними Бюро перепису населення США в 2010 році переписна місцевість мала площу 0,98 км², уся площа — суходіл.

## Демографія
Згідно з переписом 2010 року, у переписній місцевості мешкала 301 особа в 120 домогосподарствах у складі 86 родин. Густота населення становила 306 осіб/км².  Було 130 помешкань (132/км²).
Расовий склад населення:
| - 99,7 % — білих |

До двох чи більше рас належало 0,0 %. Частка іспаномовних становила 0,7 % від усіх жителів.
За віковим діапазоном населення розподілялося таким чином: 23,9 % — особи молодші 18 років, 65,5 % — особи у віці 18—64 років, 10,6 % — особи у віці 65 років та старші. Медіана віку мешканця становила 43,6 року. На 100 осіб жіночої статі у переписній місцевості припадало 102,0 чоловіків;  на 100 жінок у віці від 18 років та старших — 106,3 чоловіків також старших 18 років.
Середній дохід на одне домашнє господарство  становив 94 627 доларів США (медіана — 81 250), а середній дохід на одну сім'ю — 112 638 доларів (медіана — 104 250). За межею бідності перебувало 2,8 % осіб, у тому числі 4,9 % дітей у віці до 18 років та 0,0 % осіб у віці 65 років та старших.
Цивільне працевлаштоване населення становило 197 осіб. Основні галузі зайнятості: освіта, охорона здоров'я та соціальна допомога — 28,4 %, інформація — 16,8 %, науковці, спеціалісти, менеджери — 11,7 %, оптова торгівля — 7,6 %.